# 하스 타케히로
하스 타케히로(일본어: 蓮岳大 はす たけひろ[*], 1979년 9월 15일)는 일본의 남자 성우다.